# Edmund Wojtyła
Edmund Antoni Wojtyła (27. srpna 1906 Krakov – 4. prosince 1932 Bílsko) byl polský lékař, starší bratr Karola Wojtyły (papeže Jana Pavla II.) Zemřel ve věku 26 let na spálu, kterou se nakazil od jedné ze svých pacientek. Karola, který si ho nesmírně vážil, Edmundova smrt těžce zasáhla, Edmundův stetoskop, který si ponechal na památku, měl položený na svém pracovním stole ve Vatikánu. V roce 2006 natočil režisér Stanisław Janicki o Edmundovi Wojtyłovi film Brat Papieża.

## Život

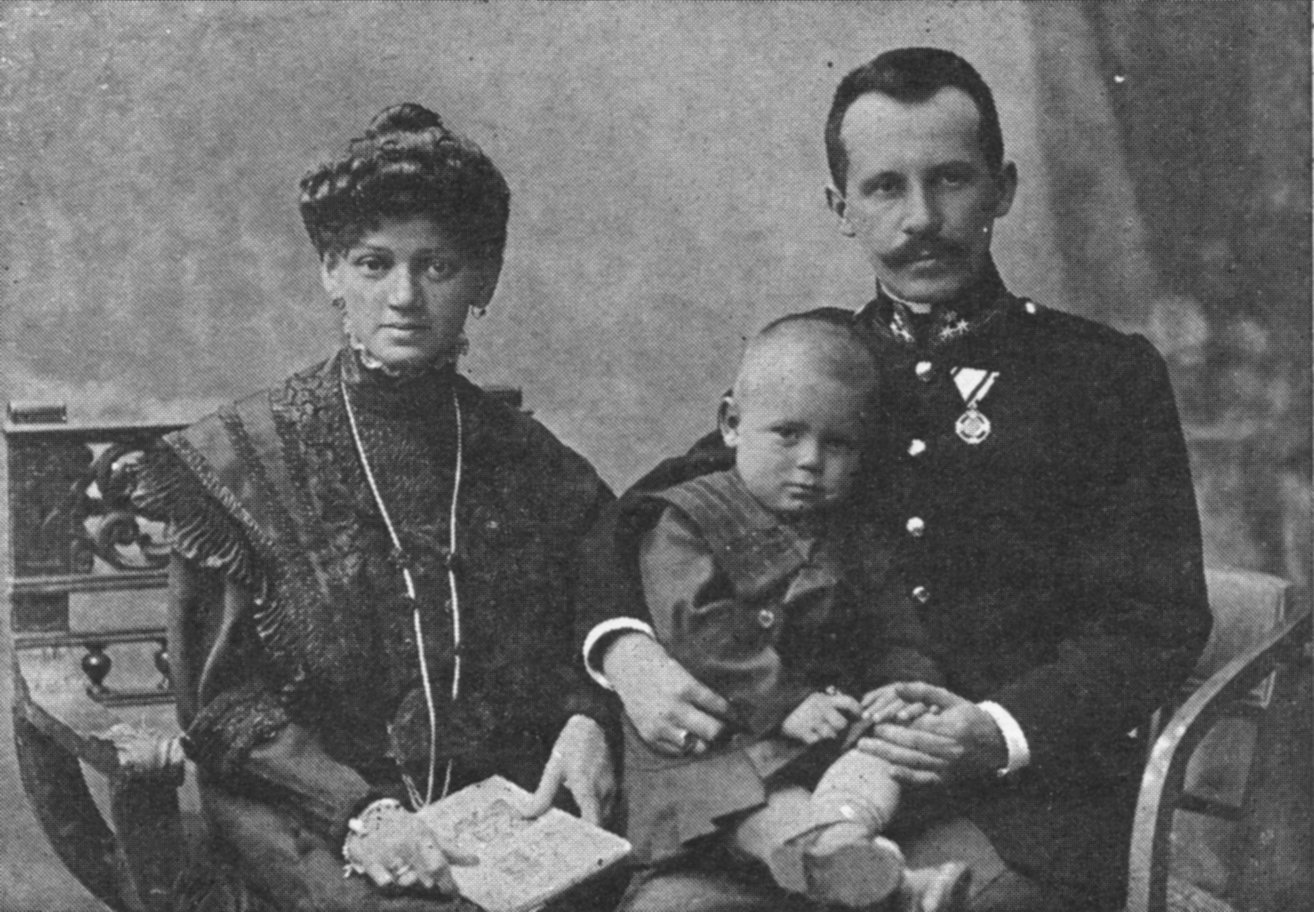
Malý Edmund Wojtyła s rodiči.

Edmund Antoni Wojtyła se narodil v Krakově jako nejstarší ze tří dětí rakouského armádního důstojníka Karola Wojtyły (1879–1941) a jeho ženy Emilie, rozené Kaczorowské (1884–1929). Otec byl etnický Polák, matka měla litevské předky. Měl sestru Olgu (1914, zemřela krátce po narození) a bratra Karola (1920–2005), kterému byl v mládí průvodcem a který později vedl v letech 1978-2005 katolickou církev jako papež Jan Pavel II.
Základní školu navštěvoval nejprve v Hranicích na Moravě, kam byl otec za první světové války převelen, a dokončil ji ve Wadovicích, kde pak dále studoval na gymnáziu. Po maturitě, kterou složil 12. června 1924, vystudoval medicínu na Jagellonské univerzitě v Krakově. Během studií mu zemřela matka. Doktorát medicíny získal 28. května 1930.
Působil nejprve na dětské klinice v Krakově, 1. dubna 1931 se stal sekundářem v městské nemocnici v Bílsku. V listopadu 1932 se zde při ošetřování jedné pacientky nakazil spálou, které 4. prosince podlehl.